# Unquadunium
Cet article court présente un sujet plus développé dans : Superactinide.
L'unquadunium (symbole Uqu) est la dénomination systématique attribuée par l'UICPA à l'élément chimique hypothétique de numéro atomique 141.
Cet élément de la 8e période du tableau périodique appartiendrait à la famille des superactinides, et ferait partie des éléments du bloc f d'après la règle de Klechkowski, mais du bloc g selon la méthode de Hartree-Fock ; c'est cette dernière option qui est retenue dans l'infoboîte ci-contre.
À mesure qu'on s'éloigne de l'îlot de stabilité (ne dépassant pas Z ≈ 127), les atomes synthétisés devraient rapidement devenir extrêmement instables, au point que Z ≈ 130 est fréquemment cité comme limite « expérimentale » à l'existence pratique de ces éléments ; il n'est donc pas certain que l'élément 141 puisse un jour être effectivement détecté.